# Будапешт Гонвед
«Будапешт Го́нвед» (угор. Budapest Honvéd FC) — угорський футбольний клуб з Будапешта. Заснований 1909 року. Базовий клуб для Золотої команди збірної Угорщини 1950-х років.

## Історія

Логотип клубу до 2020 року

Заснований 1909 року під назвою «Кішпешт» — за ім'ям передмістя Будапешта. 1949-го шефство над клубом взяло угорське Міністерство оборони і «Кішпешт» став командою угорської армії. Пізніше Кішпешт увійшов до складу Будапешта, і команду перейменували в «Гонвед» (Budapest Honvéd SE). Гонведшег (Honvédség) — назва угорської армії, а слово «гонвед» означає «захисник батьківщини» і часто служить для позначення солдата у званні рядового. З падінням комуністичного режиму «Гонвед» втратив підтримку з боку держави.

## Досягнення
Чемпіонат Угорщини з футболу:
- Чемпіон (14): 1949-50, 1950, 1952, 1954, 1955, 1980, 1984, 1985, 1986, 1988, 1989, 1991, 1993, 2017

Кубок Угорщини:
- Володар (8): 1926, 1964, 1985, 1989, 1996, 2007, 2009, 2020

Кубок Мітропи:
- Володар (1): 1959

Кубок УЄФА:
- Чвертьфіналіст (1): 1978/79

## Відомі гравці
- Ференц Пушкаш
- Шандор Кочиш
- Йожеф Божик
- Дьюла Грошич
- Лайош Тихи
- Золтан Цибор
- Дьюла Лорант
- Ласло Будаї
- Лайош Детарі
- Імре Комора